# Кубековка
Кубе́ковка (каз. Көбек) — село в Алтынсаринском районе Костанайской области Казахстана, входит в состав Большечураковского сельского округа. Код КАТО — 393253300.

## География
Населённый пункт расположен в 45 километрах к югу (по автодороге) от районного центра села Убаганское, в 95 километрах к юго-востоку от областного центра города Костаная и в 41 километрах к югу от административного центра сельского округа села Большая Чураковка. Соседние сёла: Первомайское в 9 километрах к юго-западу, Приозёрное в 10 километрах к востоку. Транспортное сообщение осуществляется проселочными дорогами. Высота центра села — 207 метров над уровнем моря.

## История
Согласно составленному в 1923 году Списку населённых пунктов КССР, посёлок Кубековский входил в состав Ново-Алексеевской волости Кустанайского уезда Кустанайской губернии. В посёлке при 60 хозяйствах проживало 362 человек, а преобладающей национальностью являлись украинцы. В июле 1923 года посёлок вошёл в состав Больше-Чураковской волости:84. В сентябре 1925 года постановлением ЦИК Казахской АССР от 3 марта 1925 года Кустанайская губерния была упразднена, с последующим преобразованием всех уездов в один Кустанайский уезд:146—148. На основании ВЦИК от 14 сентября 1925 года Кустанайский уезд был преобразован в Кустанайский округ:146—148. 17 января 1928 года ликвидируется волостное деление, Больше-Чураковская, Затобольская и части Боровской и Павловской волостей образуют Затобольский район с административным центром в городе Кустанай:150—151. 
В декабре 1930 года на основании постановления ВЦИК от 23 июля 1930 года ликвидируется окружное деление. Затобольский район переименован в Кустанайский, укрупнён за счёт присоединения к нему частей Аман-Карагайского, Боровского, Затобольского, Мендыгаринского, Убаганского районов:194—195. С 20 февраля 1932 года — в составе новообразованной Актюбинской области. 29 декабря 1935 года из юго-восточной части Кустанайского района и южной части существовавшего Убаганского района образуется Убаганский район с административным центром в посёлке Больше-Чураковском:223—224. С июля 1936 года — в составе Костанайской области:234. На базе Затобольского, Кустанайского и Убаганского районов в 1963 году был создан Кустанайский сельский район с одновременной ликвидацией Убаганского района, в результате которого село было передано в состав Кустанайского района. В 1985 году район был восстановлен, а в 1991 году переименован в Алтынсаринский район.
Совместным постановление акимата Костанайской области от 18 декабря 2019 года № 5 и решением маслихата Костанайской области от 18 декабря 2019 года № 456 «Об изменениях в административно-территориальном устройстве Костанайской области» село Кубековка вошло в состав Большечураковского сельского округа.

## Население
| Численность населения | Численность населения | Численность населения | Численность населения | Численность населения |
| 1923                  | 1989                  | 1999                  | 2009                  | 2021                  |
| --------------------- | --------------------- | --------------------- | --------------------- | --------------------- |
| 362                   | ↘232                  | ↘220                  | ↘137                  | ↘82                   |

национальный состав
Процентное соотношение численно-преобладающих национальностей согласно переписи 1989 года:
| Национальность | Процентное соотношение |
| -------------- | ---------------------- |
| русские        | 32 %                   |
| украинцы       | 32 %                   |
| немцы          | 20 %                   |
| другие         | 16 %                   |